# ديمومة الكائن

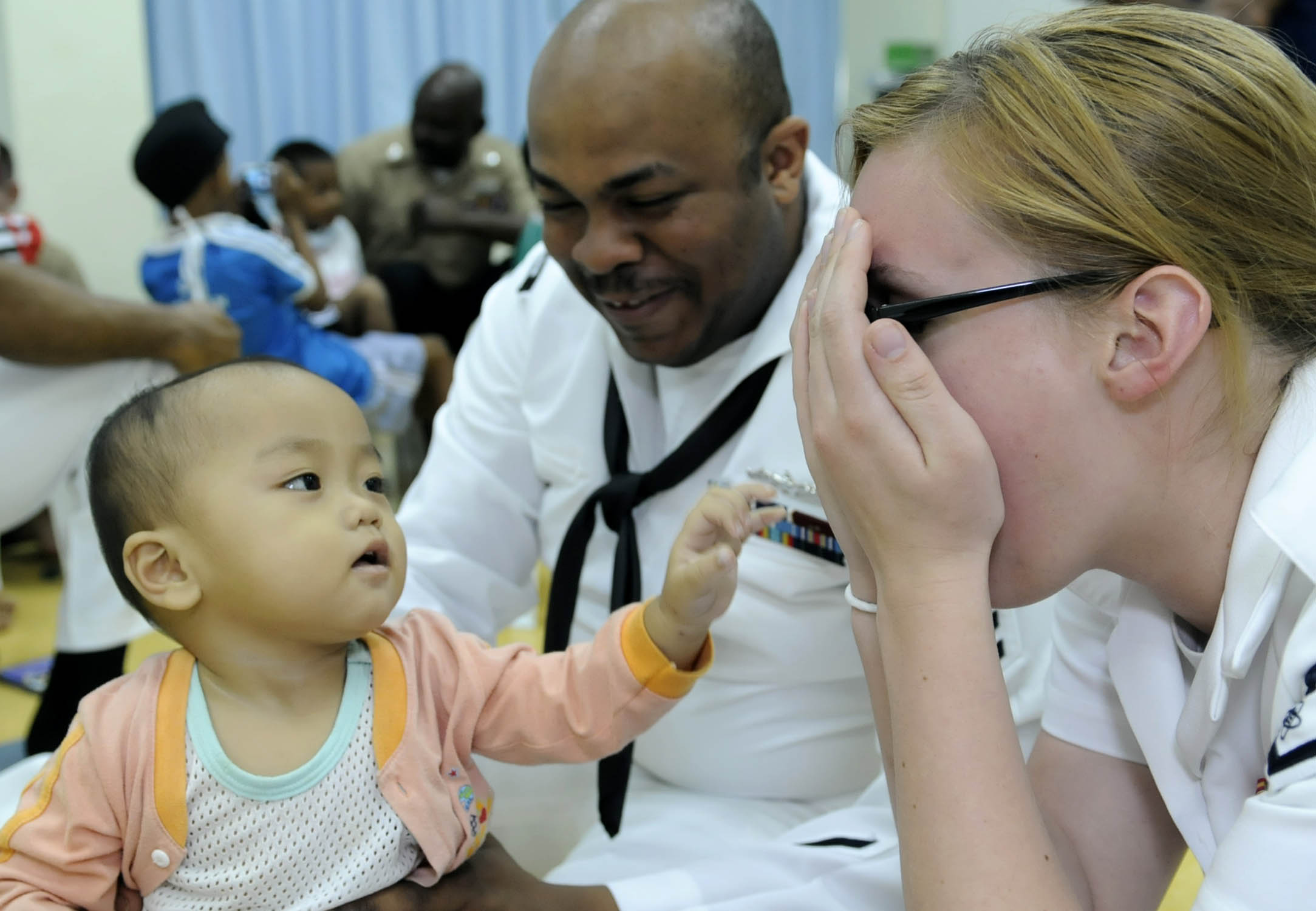
تعتبر لعبة بيك-ا-بو مثالاً رئيسيًا لاختبار ثبات الأشياء

ديمومة الكائن هو فهم أن الكائنات تبقى موجودة حتى عند عدم إمكانية إدراكها (رؤيتها أو سماعها أو لمسها أو شمّها أو الإحساس بها بأي طريقة أخرى)، وهو مفهوم أساسي دُرس في مجال علم النفس التنموي، وهو فرع من فروع علم النفس الذي يتطرّق إلى تطور قدرات الأطفال الصغار الاجتماعية والعقلية، بالرغم من عدم وجود إجماع علمي حتى الآن حول متى أو في أي مرحلة يظهر فهم ديمومة الكائن في التطور البشري.
جادل عالم النفس السويسري جان بياجيه، الذي درس لأول مرة ديمومة الكائن عند الرضع، بأنه أحد أهم إنجازات الرضيع، لأنه بدون هذا المفهوم لن يكون للكائنات أو الأجسام وجود منفصل ودائم. في نظرية بياجيه للتنمية المعرفية، يطور الأطفال هذا المفهوم بنهاية «المرحلة الحسية الحركية»، التي تستمر منذ الولادة حتى العامين من العمر.
اعتقد بياجيه أن تصور الأطفال وفهمهم للعالم يعتمد على نموهم الحركي، وهو الأمر المتطلب عند الطفل ليربط بين التمثيلات المرئية والملموسة والحركية للأشياء. وفقًا لهذا العرض، فإنه من خلال لمس الأشياء باليد، يطور الرضع حالة ديمومة الكائن.

## الدراسات المبكرة
أجرى عالم النفس التنموي جان بياجيه تجارب جمعت اختبارات سلوكية على الرضع، إذ درس بياجيه ديمومة الكائن من خلال مراقبة ردود أفعال الرضع عند تقديم الكائن أو اللعبة المفضلة لديه مع تغطيتها بغطاء أو إزالتها عن نظره. تُعتبر ديمومة الكائن واحدة من أقدم الطرق لتقييم الذاكرة العاملة. قد يحاول الرضيع الذي بدأ بتطوير ديمومة الكائن الوصول إلى اللعبة أو محاولة نزع الغطاء عنها، فيما قد يبدو الرضع الذين لم يطوروا ديمومة الكائن بعد مشوشين.
فسر بياجيه هذه العلامات السلوكية كدليل على الاعتقاد أن الجسم توقف عن الوجود. تمثلت ردود أفعال معظم الرضع، الذين بدؤوا مسبقًا بتطوير مهارة ديمومة الكائن، بالإحباط لأنهم كانوا على علم بوجودها، لكنهم لم يعرفوا مكانها. من ناحية أخرى، كانت ردود أفعال الرضع الذين لم يبدؤوا بعد بتطوير ديمومة الكائن أكثر غفلة. افتُرض إذًا أنه في حال بحث الطفل عن الجسم أو الشيء فهو يعتقد أنه ما يزال موجودًا.
استنتج بياجيه أن بعض الرضع أصغر من أن يفهموا ديمومة الكائن، الأمر الذي يفسر لم لا يبكون عندما يختفي والديهم (على مبدأ "بعيد عن النظر، بعيد عن الذهن"). يمكن أن يؤدي عدم ثبات الكائن إلى أخطاء «أ لا ب»، إذ يبحث الرضيع عن الشيء أو الجسم في مكان لا ينبغي أن يكون موجودًا فيه، فيما يكون الأطفال الأكبر سنًا أقل عرضة لأخطاء «أ لا ب»، لأنهم قادرون على فهم مفهوم ديمومة الكائن أكثر من الأطفال الأصغر سنًا، وبالرغم من ذلك، وجد الباحثون أن أخطاء «أ لا ب»، لا تظهر دائمًا بشكل ثابت، وخلصوا إلى أن هذا النوع من الخطأ قد يكون بسبب الفشل في الذاكرة أو حقيقة أن الأطفال عادة ما يميلون إلى تكرار السلوك الحركي السابق.

## مراحله
حسب صيغة بياجيه، هناك ست مراحل لديمومة الكائن، هي:
1. الأشهر 0-1: مرحلة المخطط المنعكس: يتعلم الأطفال كيف يمكن للجسم التحرك والعمل. تكون الرؤية مشوشة وتبقى فسحات الانتباه قصيرة خلال فترة الرضاعة. لا يكون الرضع في هذه المرحلة مدركين بشكل خاص للأشياء لمعرفة فيما إذا اختفت عن الأنظار. من ناحية أخرى، يفضل الأطفال حتى عمر سبع دقائق أن ينظروا إلى الوجوه. تُعد الإنجازات الرئيسية الثلاثة لهذه المرحلة هي: المص والتتبع البصري وإغلاق الكف.[7]
2. الأشهر بين 1-4: ردود الأفعال الدورية الأولية: يلاحظ الأطفال الأجسام أو الكائنات ويبدؤون بمتابعة تحركاتها، ويستمرون في البحث عن مكان وجود الكائن، ولكن لبضع لحظات فقط. يبدأ الأطفال في هذه المرحلة باكتشاف عيونهم وذراعيهم وأيديهم وأرجلهم في سياق التفاعل مع الأشياء. تتميز هذه المرحلة بالاستجابة للصور والأصوات المألوفة (بما في ذلك وجه الوالدين) والاستجابة التوقعية للأحداث المألوفة (مثل فتح الفم عند رؤية الملعقة). تصبح تصرفات الرضيع أبعد عن كونها منعكسات وأقرب من كونها نوايا ظاهرة.
3. الأشهر بين 4-8: ردود الأفعال الدورية الثانوية: يصل الأطفال إلى كائن مخفي جزئيًا، ما يشير إلى معرفتهم أن الكائن بأكمله ما يزال موجودًا. من ناحية أخرى، لا يحاول الطفل استرجاع الجسم في جال كان مخفيًا بشكل كامل. يتعلم الطفل في هذه المرحلة الاتساق بين الرؤية والفهم، وتكون أفعاله عمدية لكنه يميل إلى تكرار أفعال مماثلة على نفس الكائن. لا يقلد الطفل سلوكيات جديدة.
4. الأشهر بين 8-12: تنسيق ردود الفعل الدورية الثانوية: تُعد هذه المرحلة الأهم بالنسبة للنمو المعرفي للطفل. في هذه المرحلة، يفهم الطفل السببية ويوجه هدفه. يظهر الفهم المبكر لديمومة الكائن، إذ يصبح الطفل في هذه المرحلة قادرًا على استعادة كائن ما عند ملاحظة اختفاءه. ترتبط هذه المرحلة بالخطأ الكلاسيكي «أ لا ب». بعد نجاح الطفل باسترداد الكائن مخفي بنجاح في موقع واحد (أ) يفشل في استعادته في موقع ثانٍ (ب).
5. الأشهر بين 12-18: ردود الأفعال الدورية الثالثية: يكتسب الطفل المعرفة في النهاية وهو قادر على حل المشاكل الجديدة. يمكن للطفل في هذه المرحلة استرداد كائن عندما يكون مخفيًا عدة مرات على مرمى نظره، ولكن لا يمكنه تحديد موقعه عندما يكون خارج مجال إدراكه الحسي.
6. الأشهر بين 18-24: اختراع وسائل جديدة من خلال الجمع الذهني: يفهم الطفل تمامًا ديمومة الكائن في هذه المرحلة، ولا يُبدي أخطاء من نمط «أ لا ب»، ويستطيع أيضًا فهم مفهوم العناصر المخفية في الحاويات. إذا كانت لعبة مخبأة في علبة الثقاب ثم وضعت علبة الثقاب تحت وسادة ثم، دون أن يرى الطفل، أُزيلت اللعبة بسرعة من علبة الثقاب وأُعطيت للطفل، سينظر الطفل أسفل الوسادة مكتشفًا أنها ليست في علبة الثقاب. يكون الطفل قادرًا على تطوير صورة ذهنية وإبقائها في ذهنه والتلاعب بها لحل المشاكل، بما في ذلك مشاكل ديمومة الكائن التي لا تستند فقط إلى الإدراك. يمكن للطفل في هذه المرحلة أن يشرح سبب وجود الكائن عند حدوث إزاحة غير مرئية.